# Synagoga w Burzeninie
Synagoga w Burzeninie – zbudowana w połowie XIX wieku. Podczas II wojny światowej hitlerowcy zdewastowali synagogę. Po wojnie w budynku synagogi przez pewien czas znajdowały się warsztaty, obecnie stoi opuszczony i zrujnowany.

## Historia
Około 1850 roku rabinem Burzenina był Abraham ben Wolf Butko. Natomiast na przełomie XIX i XX wieków funkcję rabina Burzenina sprawował Zwi Perlmutter z Pabianic. W 1913 r. rabinem Burzenina był Jankiel Dawid Lewkowicz, syn Pinkusa i Sury z Rubinów, urodzony 26 marca 1878 r. w Górze Kalwarii. W 1900 r. został "uznany za rabina" przez Wielkich Rabinów Hazemblasa z Warszawy i Algazego z Andrzejowa. W latach 1900–1913 był podrabinem w Górze Kalwarii, a w 1913 przez dziewięć miesięcy rabinem Burzenina. Od 1914 r. pełnił funkcję rabina Złoczewa.

## Architektura
Synagoga została zbudowana na planie prostokątna, orientowana.